# 三河島事故
三河島事故（みかわしまじこ）は、1962年（昭和37年）5月3日21時37分頃から同43分頃の間に、東京都荒川区の日本国有鉄道（国鉄）常磐線三河島駅構内で発生した列車脱線多重衝突事故である。本事故は、事故の大きさおよび犠牲者の多さから「国鉄戦後五大事故」の一つに数えられる。

## 事故概説
1962年（昭和37年）5月3日21時37分ごろ、日本国有鉄道常磐線三河島駅構内で、下り常磐貨物線から常磐線下り本線に進入しようとした田端操車場発水戸行の下り第287貨物列車（D51 364牽引、45両編成、換算98両）が停止現示（赤）の下り貨物線出発信号機（2RB）を冒進（安全が確保されていない区間へ列車が進入すること）し､安全側線に進入した。機関士が非常ブレーキを掛けたが止まり切れず､機関車が終端の砂利盛り(第一種車止め)に乗り上げた。先頭の機関車と付属の炭水車および次位のタンク車（タキ50044）が脱線し、機関車と炭水車が下り本線を支障する形で停止した。
その直後、三河島駅を約4分遅れで出発し､下り本線を進行してきた上野発取手行き下り第2117H普通電車（6両編成）が、下り常磐貨物線と下り本線の合流地点付近、下り本線第二出発信号機（2RA）約50m手前を約60km/hの速度で走行中､下り常磐貨物線側から下り本線側へ火花を散らしながら脱線してきた第287貨物列車の機関車と炭水車に同電車の運転士が気づいた。第2117電車の運転士は直ちに非常ブレーキを掛けたが、同電車の先頭車（クモハ60005）と2両目（クハ79396）が機関車と炭水車に衝突し衝撃により脱線、上り本線上に飛び出して同線路を支障した。第2117H電車の乗客は事故後、上り線路上に降り立ち、南千住駅または三河島駅方向へ避難を始めた。また事故に気付いた沿線住民らは、線路が敷設されている築堤に梯子を立掛けて乗客を救助したり、線路上に登って避難行動を手助けしたりするなどの救護活動を行なった。
第287貨物列車の脱線事故および第2117H電車の衝突脱線事故から約6分後、南千住駅を定刻より約2分遅れで発車した取手発上野行き上り第2000H普通電車（9両編成）が事故現場に約80km/hの速度で進入した。第2000H電車の運転士は、上り本線を支障していた第2117H電車を発見して非常ブレーキを掛けたが間に合わず、線路上を移動していた同電車の乗客多数をはねたうえ、上り本線上に脱線していた同電車の先頭車と2両目に衝突した。第2117H電車の先頭車全体と2両目の前方車端部および右側面が原形を留めないまでに粉砕された。第2000H電車は合計5両が脱線し、そのうちの先頭車（クハニ67007）が脱線転覆し、原形を留めず粉砕された。2両目（モハ72549）は築堤下に転落して線路脇の倉庫（事故当時の倉庫位置座標）に突っ込み、3両目（サハ17301および4両目（モハ72635）も脱線して築堤下に転落した。5両目は前後の台車が脱線したものの車両は築堤上に留まった。
この結果、死者160人、負傷者358
人を出す大惨事となった。

## 事故発生状況

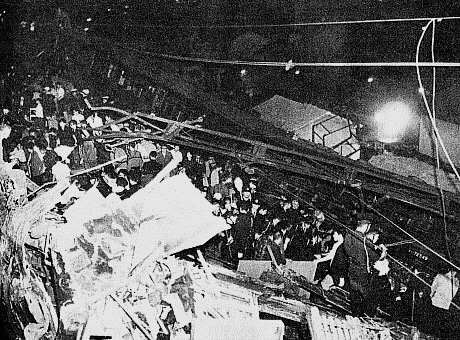
事故現場。手前はクハニ67007の残骸

### 第1事故
貨物列車の脱線と下り本線の支障
事故当日5月3日の常磐線のダイヤは全体的に乱れていた。事故発生3日前の4月30日に発生した宮城県北部地震による鉄道損壊や5月に入ってからも続く余震が影響していた。さらに東北本線古河駅で発生した脱線事故の影響もあった。常磐線のダイヤの乱れは、夜になっても僅かながら続いた。287貨物列車は、通常ダイヤならば三河島駅を通過した後、一時停止することなくそのまま下り本線に合流する。しかしながら上野発取手行きの下り2117H普通列車が上野駅出発の時点で定刻から2分30秒ほど遅れていたため、三河島駅でも同普通列車の到着に遅れが生じていた。その影響により287貨物列車は、下り普通列車の三河島駅出発を優先するため、貨物線の出発信号機手前で待機することになった。
287貨物列車の機関士は、三河島駅の場内信号機を注意現示（黄）で進入したが、その先の出発信号機の停止現示（赤）を見落としていた。分岐器を通過する直前で停止信号に気づき、あわてて非常ブレーキを作動させたが、間に合わずに分岐器先の安全側線へ侵入した。機関車は安全側線に侵入したあと車止めに乗り上げて脱線し、下り本線側に傾斜した状態で停車した。

### 第2事故
脱線した貨物列車へ下り普通列車が衝突し脱線
287貨物列車が安全側線の車止めに乗り上げて脱線した数秒後、三河島駅を定刻より4分遅れで発車した下り2117H普通列車が貨物列車の脱線現場に差しかかった。運転士は非常ブレーキをかけたが間に合わず、貨物列車の機関車に約40km/hで衝突し、1両目と2両目が上り線を支障する形で脱線した。
この時点で2117Hでは、乗客25名が軽傷を負っただけだった。1両目と2両目についてはパンタグラフが架線から外れたため停電した。最後部の6両目に乗車していた車掌によって乗降ドアが開けられ、乗客が上り線側の線路上に降り始め、三河島駅の方向へ移動した。2117Hの車掌は、同運転士に対して車内電話で連絡しようとしたが応答がなかったので、直接的に連絡するため車外に出て1両目へ出向こうとしていた。
一方、現場近くの三河島駅信号扱所の係員は、事故発生を受けて下り本線の信号を停止現示（赤）に切り替えた上で三河島駅の助役に事故発生を報告し、助役は常磐線の運転指令に事故発生を通報した。助役は関係各所に事故発生を通報し、下り線の後続列車の運行を停止させた。この時点で支障状況が確認されていなかった上り線へは、事故発生の報告のみを行った。

### 第3事故
上り列車が脱線した下り列車に衝突、乗客を轢く
取手発上野行きの上り2000H普通列車は、地震の影響で定刻より約2分ほど遅れて南千住駅を発車した。同じ頃、三河島駅信号扱所から「上り線支障」の電話連絡が南千住駅の信号扱所に入った。同信号手は直ちに出発信号を停止現示（赤）に変えようとしたが、その時点で2000Hはすでに信号扱所の前を通過中であり、列車を停止させることは出来なかった。2000Hの運転士は事故発生を知らずに通常運転を続けたが、事故現場に接近したところで上り線を支障している下り2117H普通列車に気づいて非常ブレーキをかけたが間に合わず、2117Hの先頭車と2両目に激突した。そして上り線の線路上を移動している大勢の乗客を次々に轢いていった。
2000Hの先頭車（クハニ67007）は、2117Hの1両目と2両目に激突したあと脱線転覆しながら上り線路上を暴走した。車両は、あたかも直方体の箱を上から押し潰したかのように破壊され、車両の構造を留めないほど大破、線路に直交する形で停止した。2両目から4両目は大きく脱線して築堤下に転落、2両目は線路脇に建つ倉庫に突っ込んだ。下り2117Hの1両目は原型をとどめないほど粉砕され、車両の左側面の外板だけが事故現場に残っていた。2両目は車両の前半分が千切れ飛んで消滅した。この結果、2117Hおよび2000Hの乗客・運転士あわせて160名が死亡、358名が負傷する大惨事となった。死傷者の中には、脱線した2000Hから脱出する際に高架下に転落した者もあった。

## 原因
最初の下り第287貨物列車の脱線の原因は、機関士の信号現示の誤認とされた。これは錯覚のひとつである仮現運動によるものという報告がある。
287貨物列車は、三河島駅構内の東端で築堤上を走る下り本線に合流するため、地平レベルから右カーブの12パーミル (‰) 上り急勾配を下り貨物線・場内信号機（1A）の注意現示（黄）に従って約28km/hの速度で走行した。下り本線との合流地点まで残り約370メートルの平坦な区間に入ったところで速度は約15km/hに落ちていたが、それ以降は徐々に力行運転に入り、列車を加速させた。機関士は下り本線と合流するための亘り線手前に設置された下り貨物線用・出発信号機（2RB）は視認していたものの、蒸気機関車の機関士席からの視界は悪く、大量の貨車を牽引しているので勾配途中で停車すればその後の起動に苦労するために停車を躊躇したか、あるいは下り本線の第二出発信号機（2RA）が先行列車（下り2117H）のために進行（青）を現示しているのが見えたので、自分の進路が開通したと錯覚したという説もある。
誤認ではなく信号は青だったとの意見もあるが、機材の不具合があったかどうかは調査されていない 。
また、287貨物列車と下り2117H列車の衝突後、第三事故発生まで約6分間の時間的余裕があったにもかかわらず、両列車の乗務員や三河島駅職員が上り線に対する併発事故の防止を目的とする列車防護措置を行わなかったことによって、上り2000H電車を事故現場へ突入させる結果となった。
事故現場は、三河島駅東端から南千住方向へ約475メートル先の地点であり、三河島駅員が事故の状況を直接確認することは困難であった。一方、三河島駅信号扱所の職員は、事故現場からより近い、西方に約250メートルの位置で勤務していたとはいえ、当夜は新月の前夜で月明かりが極めて乏しかったこともあり、事故の状況を把握するには現場に行って確認するしかなかったため、上り線支障の報告が遅れることとなった。また、列車指令が事故発生を確認した時点で、現場付近の上り線の運行を下り線同様に停止しなかったことも事故を防げなかった原因とされた。
287貨物列車の機関士は、駅に事故発生を知らせに行き、機関助士は足を負傷して動けずにいた。2117Hの運転士は貨物列車と衝突した際に頭を打って一時的に失神したものの、しばらくして運転室から脱出し、乗客の救護活動を行った。しかし、裁判では運転室を脱出することができたにもかかわらず、2000Hに事故を知らせる行動を取らなかったことで過失に問われた。

## 事故後

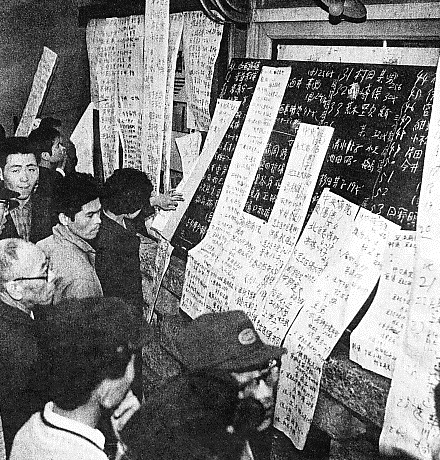
貼り出された犠牲者の一覧表

1962年5月8日、運輸大臣斎藤昇から国鉄に対して運転事故防止についての警告が出された。

### 対策
国鉄内には三河島事故特別対策委員会が設置された。

#### 自動列車停止装置の整備
この事故を機に、自動列車停止装置 (ATS) が計画を前倒しにする形で国鉄全線に設置されることになり、1966年（昭和41年）までに一応の整備を完了した。それまで使われていた車内警報装置（国電区間での採用後、1956年の六軒事故を受けて全国主要各線へ設置を行う予定であった）には列車を自動停止させる機能がなく、この種の信号冒進事故を物理的に防ぐことができなかった。

#### 信号炎管・列車防護無線装置の整備
この事故を受けて全列車に軌道短絡器など防護七つ道具の整備を行い、常磐線に乗り入れる全列車を対象にまず信号炎管が取り付けられ、のちに列車防護無線装置が開発され、装備された。

#### 鉄道労働科学研究所の設立
人間工学、心理学、精神医学的見地から職員の労働管理を行うことが求められた。この対策として中央鉄道学園能率管理研究所と厚生局安全衛生課を統合し、1963年（昭和38年）6月に鉄道労働科学研究所を設立した（現在は組織統合により鉄道総合技術研究所）。

#### 事故展示室を開設
2020年3月、JR東日本・東京支社（2022年10月よりJR東日本・首都圏本部に組織改編）は「管内で発生した事故を自らのこととして考え安全行動へつなげること」を目的として、三河島駅構内に「三河島事故展示室」を開設した。一般者へは非公開である。

## 裁判
最初の衝突から上り2000H電車の進入までの約6分間、列車防護の措置を怠ったことなどが注意義務違反および過失責任にあたるとされたことから東京地方検察庁（東京地検）は、列車の運行に従事した以下の9名を業務上過失往来妨害罪、業務上過失致死傷罪、業務上過失致傷罪で起訴した。
- 287貨物列車 - 機関士、機関助士、車掌
- 2117H列車 - 運転士、車掌
- 三河島駅 - 首席担当助役、信号掛兼運転掛、信号掛
- 隅田川駅・三ノ輪信号扱所 - 隅田川駅運転掛

裁判により、三河島駅助役と信号掛兼運転掛は禁錮1年・執行猶予3年、信号掛は禁錮8か月・執行猶予2年の判決が下された。さらに、貨物列車の機関士に禁錮3年、機関助士に禁錮1年3か月、下り2117H列車の運転士と車掌に禁錮1年6か月の実刑が科された。一方、貨物列車の車掌と隅田川駅運転掛は無罪となった。なお、最高裁判所で判決が確定した後の1973年6月、実刑となった4名は国鉄から懲戒免職処分となった。
裁判では、列車の指令担当員が停止指令を出していれば事故は未然に防げたと認定されたが、担当者が起訴されていないため、それについて刑事責任が追及されることはなかった。

## 犠牲者

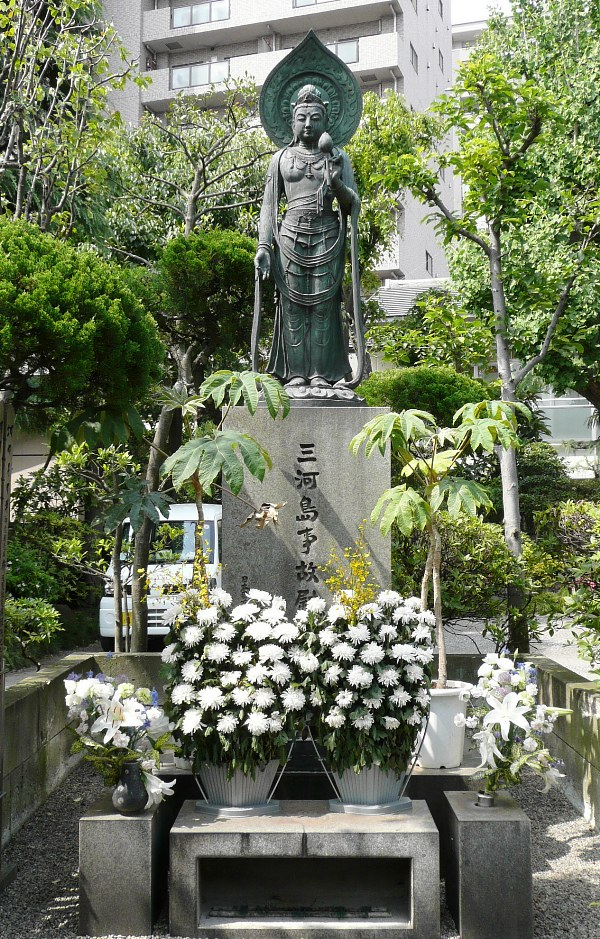
慰霊のため建立された聖観音像

未だに身元不明の犠牲者が1人おり、駅近くの寺に行旅死亡人として葬られている。線路を歩いて事故に巻き込まれた、20代後半から30代ぐらいの丸顔の男性で、身長は163 cm、手に数珠を持っていたと言われている。遺体からモンタージュ写真が作成され公表されたが、知り合いであると名乗り出た人はいない。
事故の犠牲者の中には、当時の人気漫才コンビであったクリトモ一休・三休のクリトモ一休も含まれていた。事故後、クリトモ三休は春日三球として再起し、妻の春日照代とともに「春日三球・照代」のコンビ名による夫婦漫才で一世を風靡した。
事故発生から1年後、駅北東の浄正寺に慰霊聖観音像が建立された。

## 後日談
保有球団の売却
国鉄はこの事故と翌年（1963年）11月の鶴見事故と立て続けに重大事故を発生させたこともあり、保有するプロ野球球団国鉄スワローズをフジサンケイグループに売却することになった。
記録映画『ある機関助士』を制作
国鉄は安全性をPRするために事故防止の新技術を紹介する映画を企画したが、映画製作を受注した岩波映画製作所は、監督土本典昭のアイデアをもとに、鉄道の安全な運行がいかに機関士たちのぎりぎりの労働によって支えられているかを示した記録映画『ある機関助士』を完成させた。この映画は水戸から上野までの常磐線を舞台に撮影されている。また、三河島事故で大破した状態で留置されているD51 364の姿も収録されている。
町名「三河島町」の消滅との関連性
今尾恵介は2008年の著書で、この事故により「三河島」という地名が全国にマイナスイメージとして持たれるようになったために忌避され、1968年の住居表示施行を機に一帯の「三河島町」という町名は消滅した、という説を提唱している。しかし、今尾は2019年の著書で、「三河島町」の大部分は1961年10月31日（事故の半年前）に荒川に変更されており、町名消滅と事故とを結びつけるのは「俗説」「都市伝説」としている。その後も数年間「三河島町」の地名が残ったのは道路からはみ出るなどしたわずかな面積であって、もともと他町名への分割編入が意図されたのであろうとしている（1964年7月1日に東尾久の分割編入が行われたあと、残った部分が1966年3月1日に東日暮里・西日暮里に編入されて「三河島」が消滅した）。今尾は、過去の著書で安易に俗説を引いてしまったとして反省を記している。
テレビドラマのモチーフ
テレビ朝日系・東映制作のテレビドラマ『特捜最前線』第163話「ああ三河島・幻の鯉のぼり!」（1980年5月21日放映）は、本事故をモチーフとしている。身元不明男性に焦点を当てたもので、男性を沖縄からの密入国者と設定しており、全国紙に掲載しながら誰からも連絡がなかったのは、沖縄には本件事故のことが報道されていなかったためだとしている。また、財布など身元の分かる物を持っていなかったのは事故現場で盗まれたためだとされ、犯人は発見されたものの、18年前（放送当時）の事件のため、時効が成立していた。
動力車操縦者免許の学科試験
鉄道や軌道を運転するために必要な動力車操縦者免許取得の学科試験の項目『運転理論』内の「重大事故と安全対策」の問題として、本事故が出題されることが多い。